# Massa transversa
En física de partícules, la massa transversa és una quantitat útil en col·lisions d'hadrons en ser invariant sota una transformació de Lorentz al llarg de la direcció z. En unitats naturals, és:{\displaystyle m_{T}^{2}=m^{2}+p_{x}^{2}+p_{y}^{2}=E^{2}-p_{z}^{2}}
- on la direcció z és al llarg de la línia del feix
- {\displaystyle p_{x}} i {\displaystyle p_{y}} són les impulsions perpendiculars al feix
- {\displaystyle m} és la massa (invariant) de la partícula mesurada.

Aquesta definició de la massa transversa s'utilitza conjuntament amb la definició de l'energia transversa{\displaystyle {\vec {E}}_{T}=E{\frac {{\vec {p}}_{T}}{|{\vec {p}}|}}={\frac {E}{\sqrt {E^{2}-m^{2}}}}{\vec {p}}_{T}}amb vector de moment transvers {\displaystyle {\vec {p}}_{T}=(p_{x},p_{y})}. Per a masses nul·les ({\displaystyle m=0} ) les tres magnituds són iguals: {\displaystyle E_{T}=p_{T}=m_{T}}. La massa transversa s'utilitza juntament amb la rapidesa, el moment transvers i l'angle polar en la parametrització de les quatre components del quadrimoment d'una partícula donada:{\displaystyle (E,p_{x},p_{y},p_{z})=(m_{T}\cosh y,\ p_{T}\cos \phi ,\ p_{T}\sin \phi ,\ m_{T}\sinh y)}Utilitzant aquestes definicions (en particular per a {\displaystyle E_{T}}), hom pot escriure la massa d'un sistema de dues partícules com a
{\displaystyle M_{ab}^{2}=(p_{a}+p_{b})^{2}=p_{a}^{2}+p_{b}^{2}+2p_{a}p_{b}=m_{a}^{2}+m_{b}^{2}+2(E_{a}E_{b}-{\vec {p}}_{a}\cdot {\vec {p}}_{b})}
{\displaystyle M_{ab}^{2}=m_{a}^{2}+m_{b}^{2}+2\left(E_{T,a}{\frac {\sqrt {p_{a,x}^{2}+p_{a,y}^{2}+p_{a,z}^{2}}}{p_{T,a}}}E_{T,b}{\frac {\sqrt {p_{b,x}^{2}+p_{b,y}^{2}+p_{b,z}^{2}}}{p_{T,b}}}-{\vec {p}}_{T,a}\cdot {\vec {p}}_{T,b}-p_{z,a}p_{z,b}\right)}
{\displaystyle M_{ab}^{2}=m_{a}^{2}+m_{b}^{2}+2\left(E_{T,a}E_{T,b}{\sqrt {1+p_{a,z}^{2}/p_{T,a}^{2}}}{\sqrt {1+p_{b,z}^{2}/p_{T,b}^{2}}}-{\vec {p}}_{T,a}\cdot {\vec {p}}_{T,b}-p_{z,a}p_{z,b}\right)}
La projecció transversa d'aquest sistema (per a {\displaystyle p_{a,z}=p_{b,z}=0}) dona:
{\displaystyle (M_{ab}^{2})_{T}=m_{a}^{2}+m_{b}^{2}+2\left(E_{T,a}E_{T,b}-{\vec {p}}_{T,a}\cdot {\vec {p}}_{T,b}\right)}
Aquestes són també les definicions que utilitza el programari ROOT, que s'utilitza habitualment en física d'altes energies.

## Massa transversa en sistemes de dues partícules
Els físics de col·lisionadors d'hadrons utilitzen una altra definició de massa transversa (i energia transversa), en el cas d'una desintegració en dues partícules. Això s'utilitza sovint quan una partícula (com per exemple un neutrí) no es pot detectar directament, sinó que només es detecta per una manca d'energia transversa en la col·lisió. En aquest cas, com que es desconeix l'energia total i no es pot utilitzar la definició anterior, l'expressió és
{\displaystyle M_{T}^{2}=(E_{T,1}+E_{T,2})^{2}-({\vec {p}}_{T,1}+{\vec {p}}_{T,2})^{2}}
on {\displaystyle E_{T}} és l'energia transversa de cada filla, una quantitat positiva definida utilitzant la seva massa invariant real {\displaystyle m} com a:
{\displaystyle E_{T}^{2}=m^{2}+({\vec {p}}_{T})^{2}} ,
que és casualment la definició de la massa transversa d'una sola partícula donada anteriorment. Utilitzant aquestes dues definicions, també s'obté la fórmula:
{\displaystyle M_{T}^{2}=m_{1}^{2}+m_{2}^{2}+2\left(E_{T,1}E_{T,2}-{\vec {p}}_{T,1}\cdot {\vec {p}}_{T,2}\right)}
(però amb definicions lleugerament diferents d'{\displaystyle E_{T}} !)
Per a les filles sense massa ({\displaystyle m_{1}=m_{2}=0}) tornem a tenir {\displaystyle E_{T}=p_{T}}, i la massa transversa del sistema de dues partícules es converteix en:
{\displaystyle M_{T}^{2}\rightarrow 2E_{T,1}E_{T,2}\left(1-\cos \phi \right)}
on {\displaystyle \phi } és l'angle entre les filles en el pla transvers. La distribució de {\displaystyle M_{T}} té un punt final a la massa invariant {\displaystyle M} del sistema amb {\displaystyle M_{T}\leq M} . Això s'utilitza per a determinar la massa del bosó {\displaystyle W} en col·lisions hadròniques.